# Apogon posterofasciatus
Apogon posterofasciatus es una especie de pez de la familia de los apogónidos en el orden de los perciformes.

## Hábitat
Es una especie marina que vive entre los 18 y 37 metros de pronfudidad.

## Distribución geográfica
Se encuentran en el oeste del Pacífico central.